# Брисонне, Гийом
Гийом Брисонне (фр. Guillaume Briçonnet; 1470, Париж, королевство Франция — 24 января 1534, Монтро-Фо-Йонна, королевство Франция) — французский прелат. Епископ Лодева с 24 апреля 1489 по 23 сентября 1519. Епископ Мо с 31 декабря 1515 по 24 января 1534.

## Биография
Французский епископ Мо (1516—1534), оказывавший на первых порах поддержку Реформации во Франции. Родился в аристократической семье. Его отец Гийом Брисонне дослужился до звания кардинала. В 1507 году он становится аббатом монастыря Сен-Жермен. В 1516 году по поручению короля Франции участвует в заключении Болонского конкордата. В том же году он становится епископом Мо. На первых порах оказывал покровительство французским реформаторам (Лефевр, Фарель), которые изучали и переводили Библию на французский язык. Вызванный в Парижский парламент по подозрению в ереси, Гийом был тем не менее оправдан и продолжил свое служение вплоть до своей смерти.